# Église Saint-Julien de Sarry
L'église de Sarry  est une église du diocèse de Chalons-en-Champagne.

## Historique
L'église Saint-Julien est construite vers 1200 en style gothique. Au-dessus s'élève un clocher octogonal, en charpente, construit en 1779 à la place d'une tour en pierre. Elle possède un porche-galerie avec deux statues colonnes provenant du cloître de l'église Notre-Dame-en-Vaux de Châlons-en-Champagne et de beaux chapiteaux. L'orgue de l'église date de 1821, son buffet est en chêne et bois blanc tandis que la partie instrumentale est faite de sapin, d'ébène, d'ivoire, de fer et d'étain. L'ensemble est inscrit sur la liste des monuments historiques au titre objet depuis la fin des années 1970,,.
L'église est classée aux monuments historiques depuis le 15 décembre 1911.

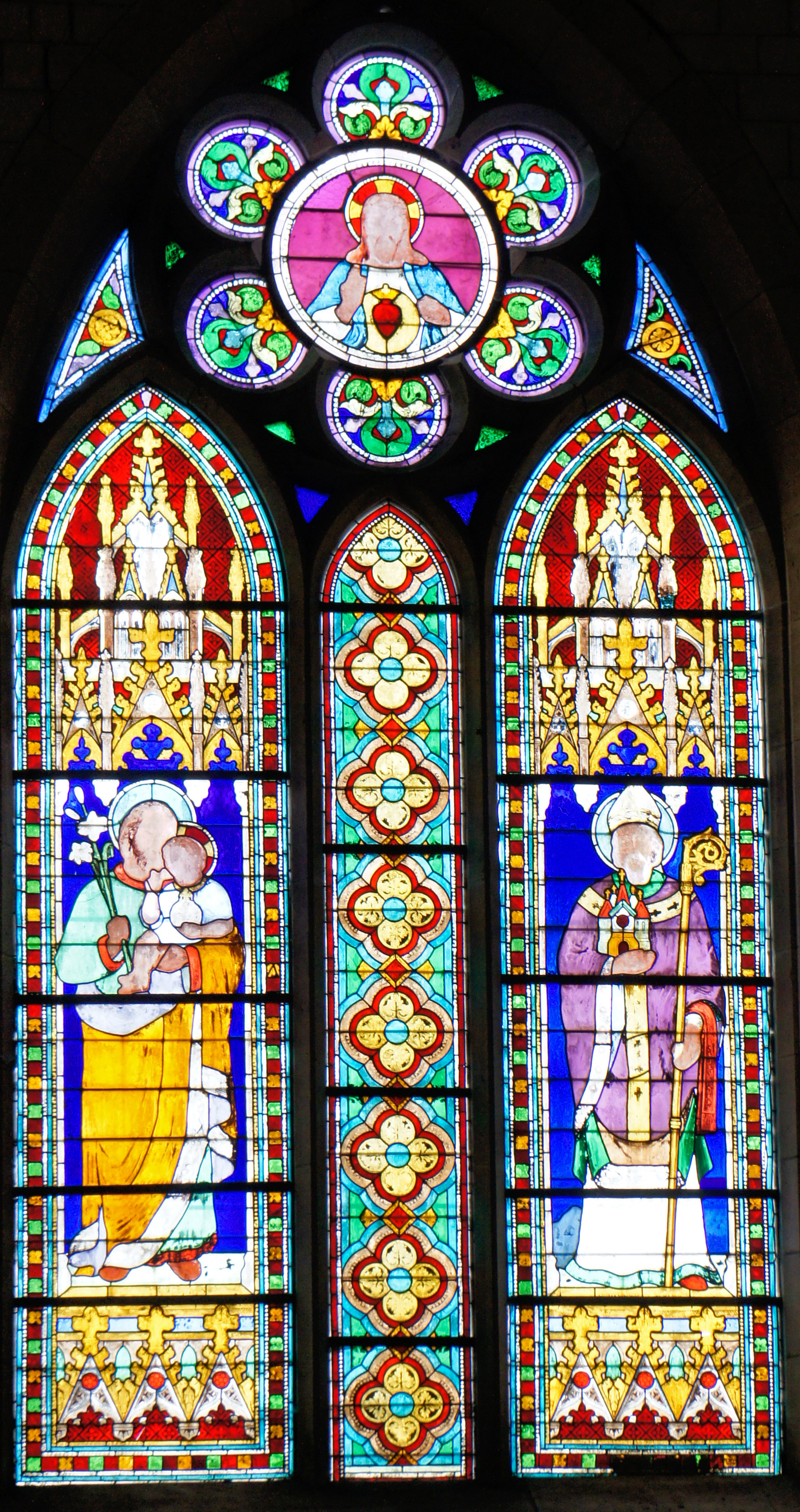
Vitrail.
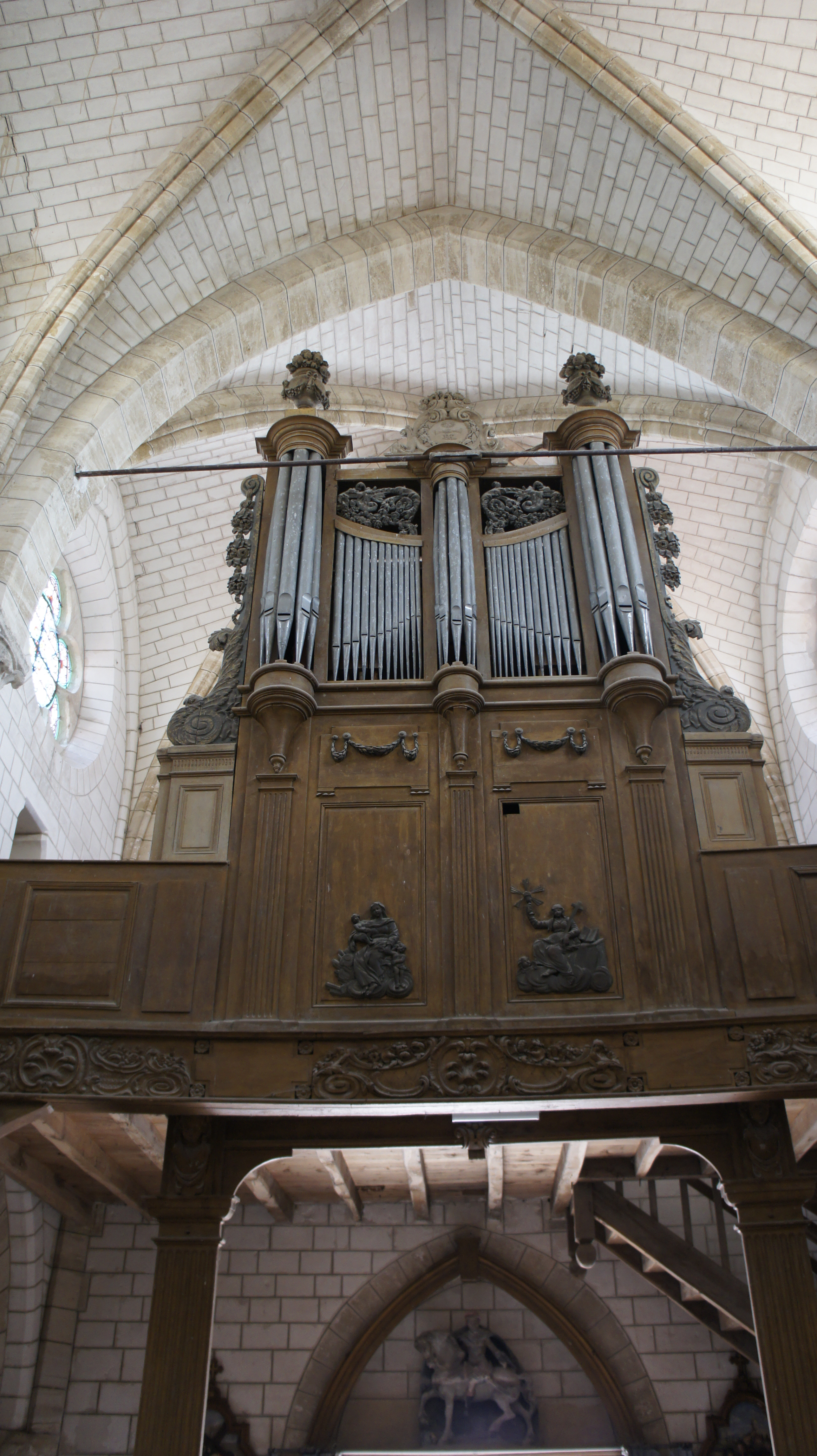
Orgues de Sarry.
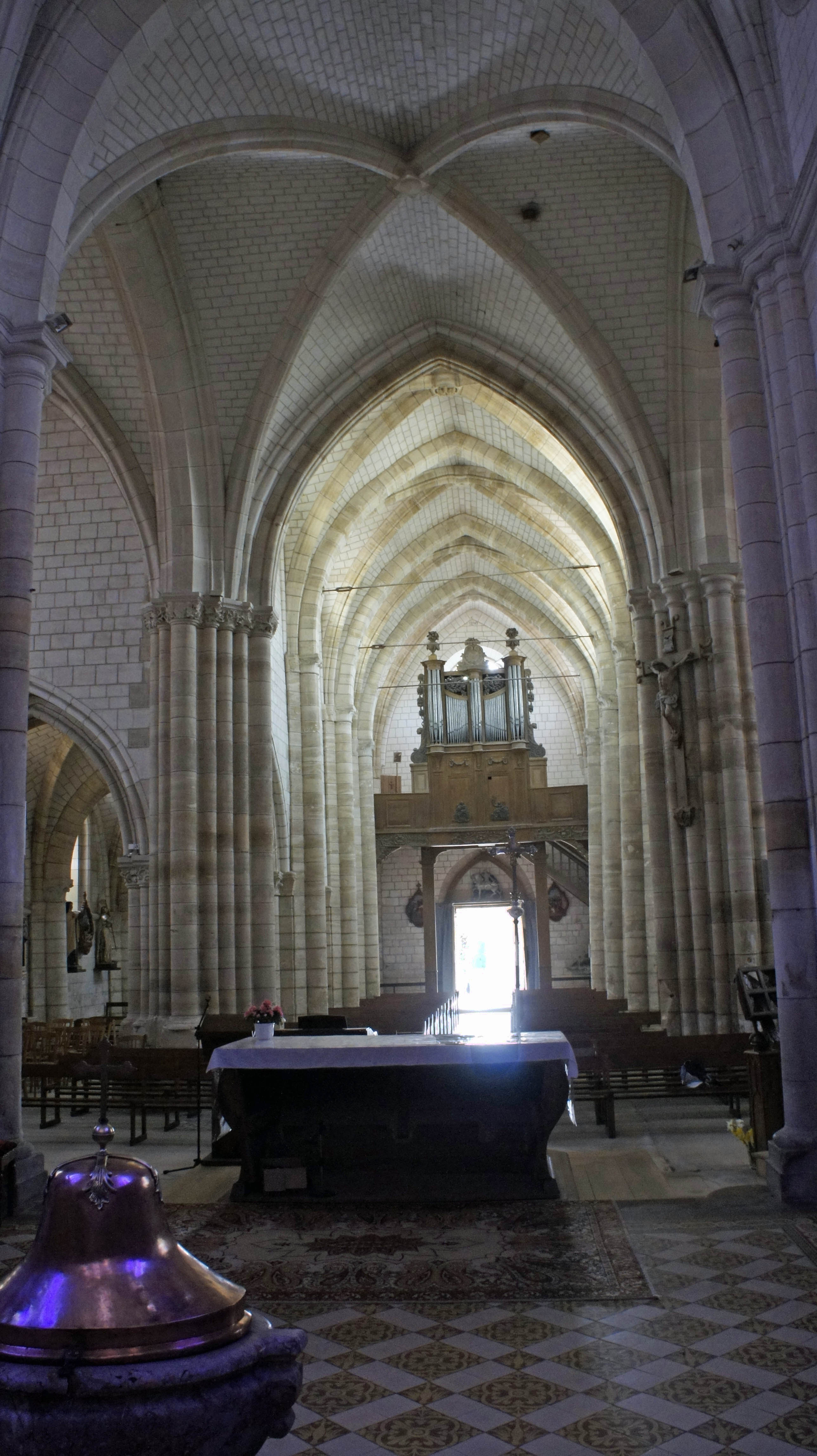
La nef.
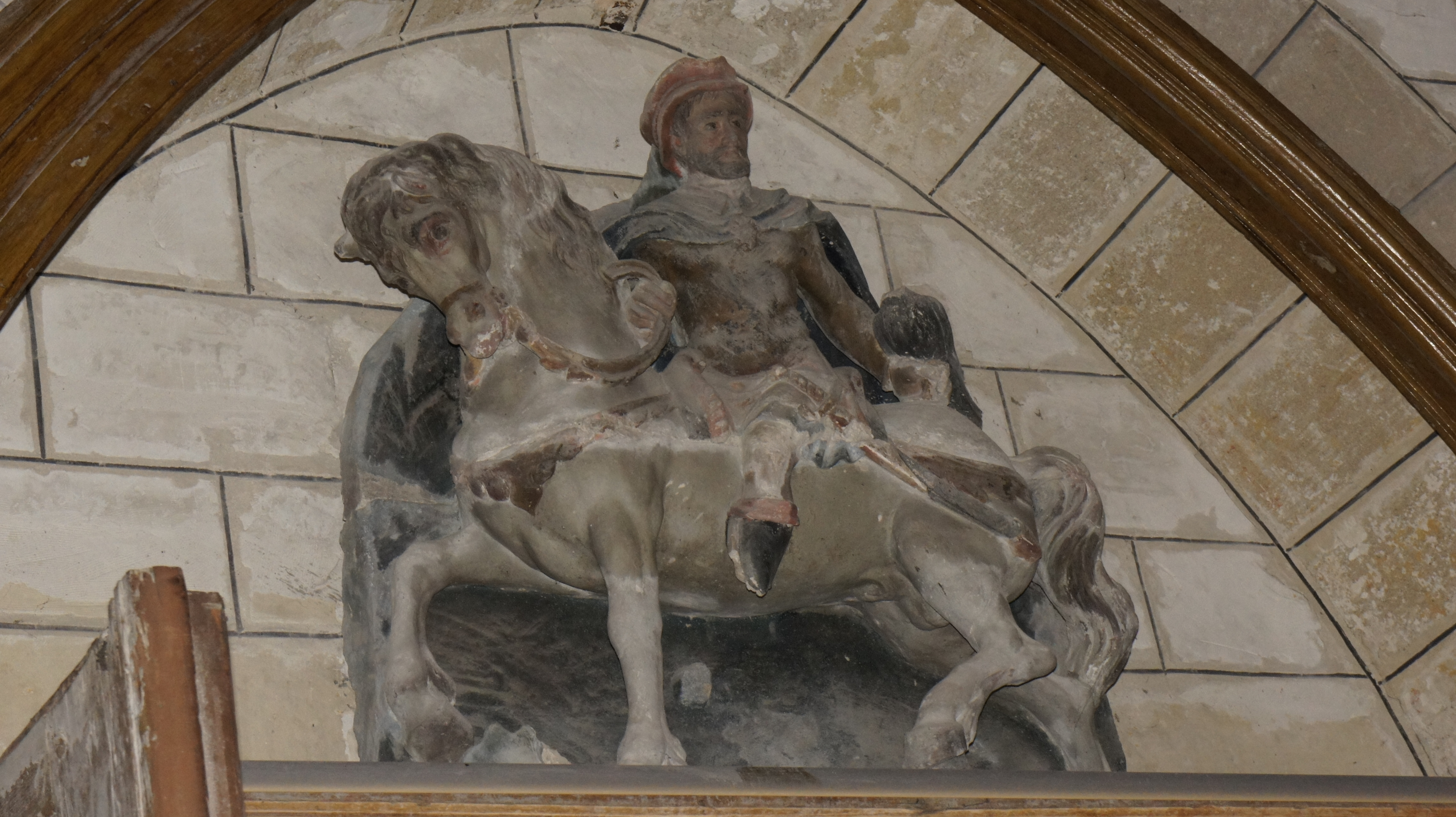
Statue de Julien.
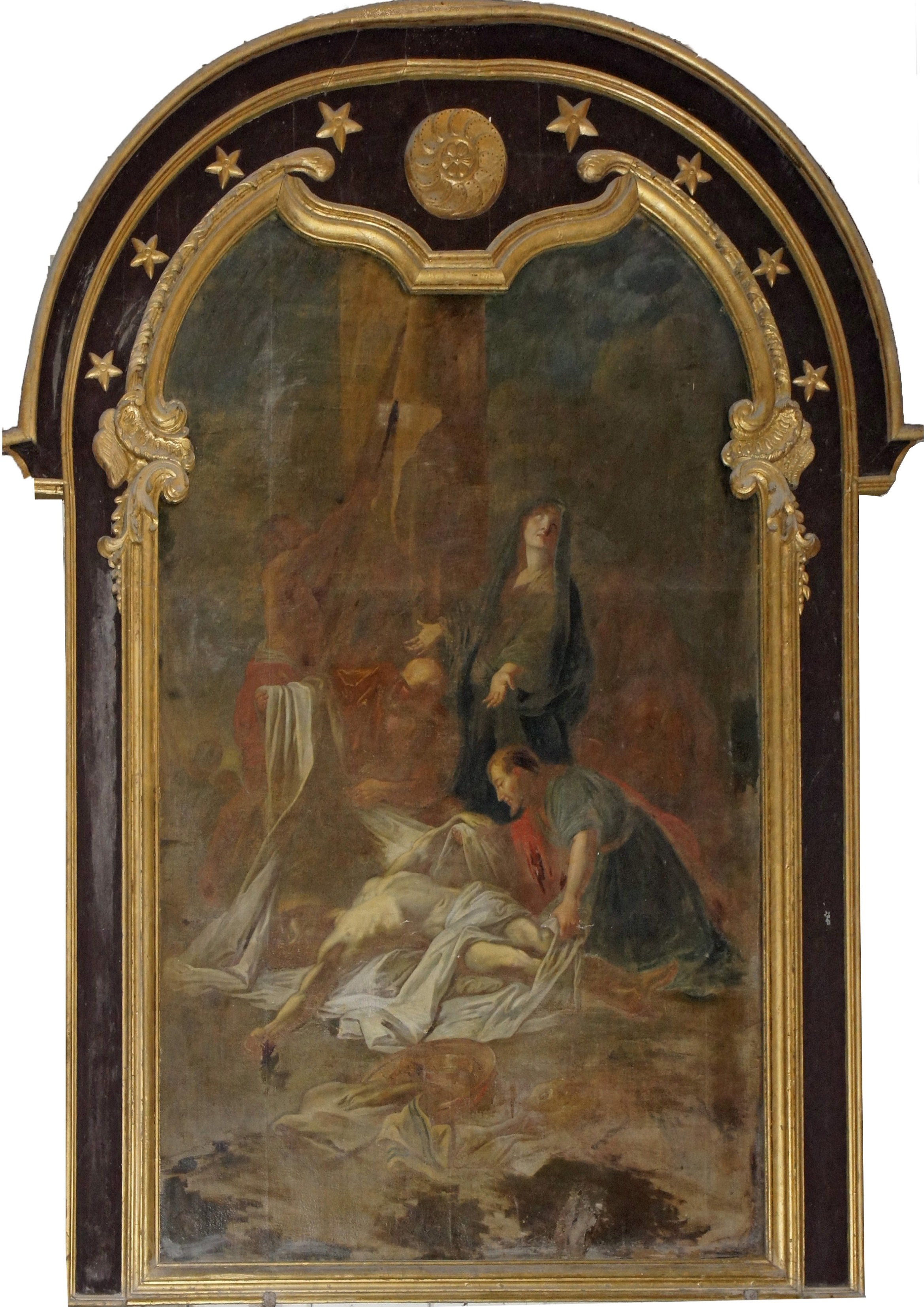
Descente de croix, d'après Jean Jouvenet.

## Localisation
Elle se trouve dans le village de Sarry, près de la mairie, entourée de son cimetière. Le portail occidental est précédé d'un porche champenois.

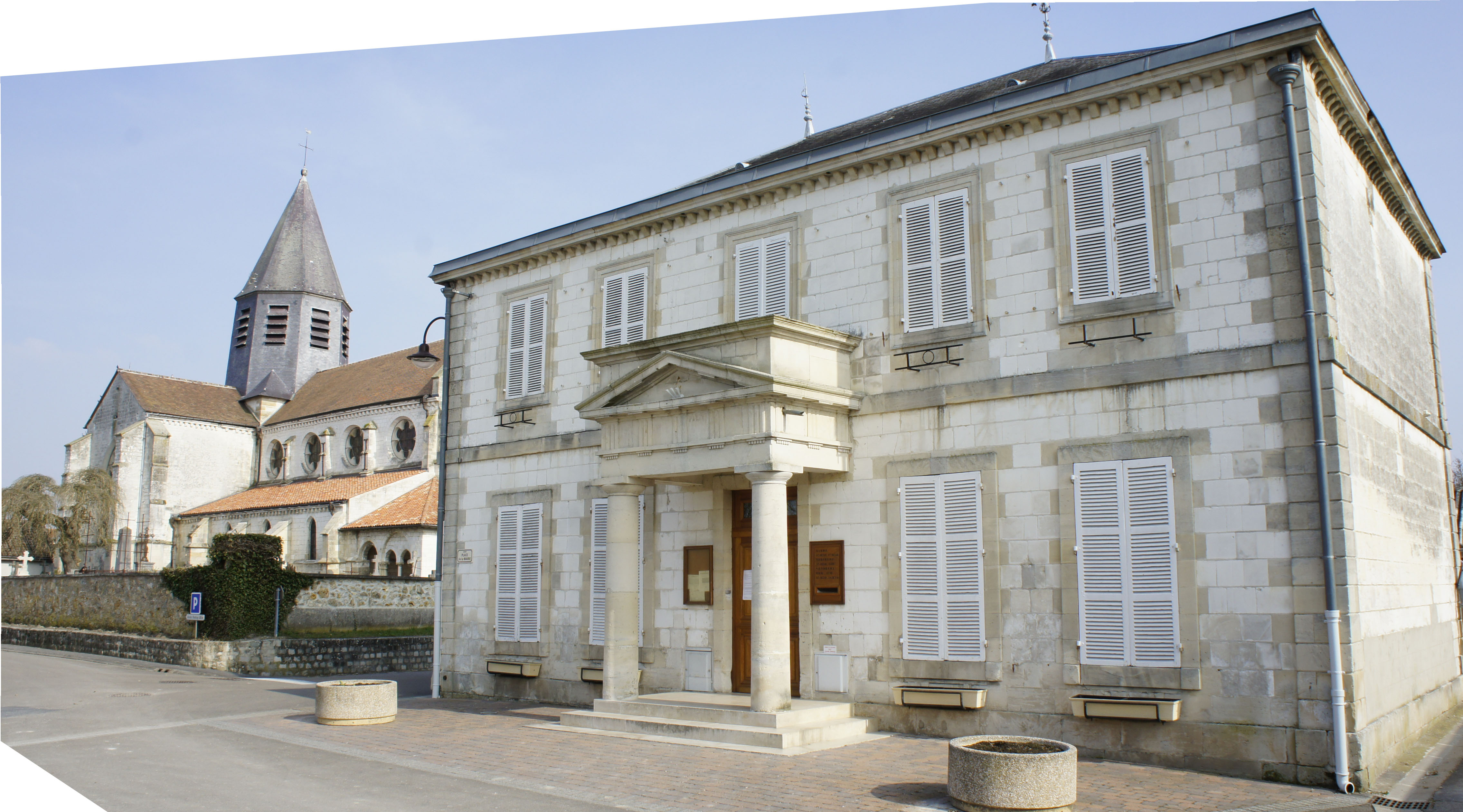
La mairie et derrière l'église.
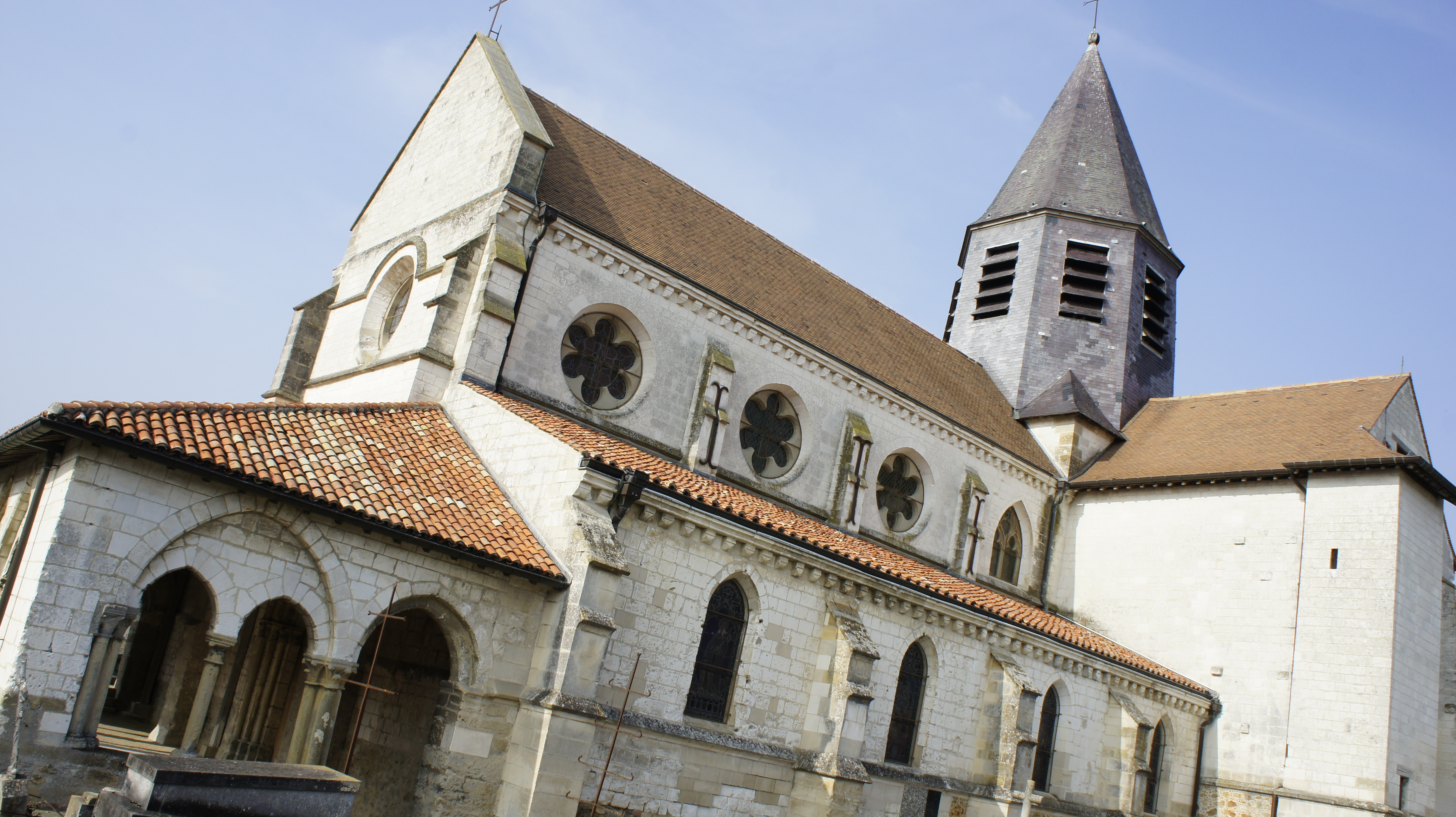
Vue depuis le sud.
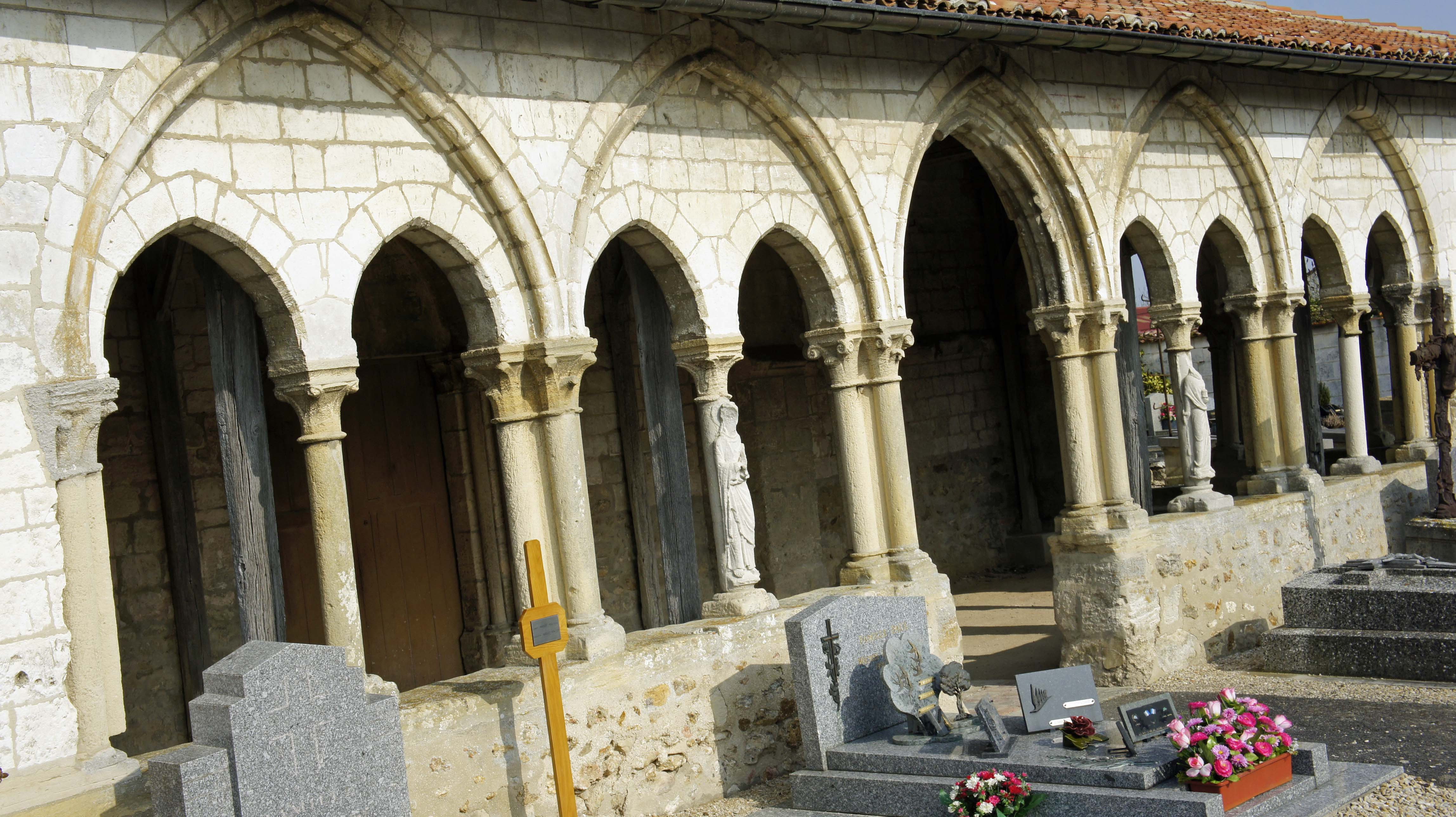
Le porche champenois.